# Коробкина, Татьяна Евгеньевна
Татьяна Евгеньевна Коробкина (род. 6 июня 1945, Москва) — филолог, переводчик, председатель Тургеневского общества в Москве, директор Библиотеки-читальни им. И. С. Тургенева (1994—2015), Заслуженный работник культуры РФ, эксперт в области библиотечного дела.

## Биография
Родилась 6 июня 1945 года в Москве.
В 1963 году окончила с золотой медалью школу № 283 Дзержинского района г. Москвы и поступила на романо-германское отделение филологического факультета МГУ, которое с отличием окончила в 1968 году, получив квалификацию филолога, преподавателя испанского языка. С 1968 по 1974 годы преподавала испанский язык в Московском геолого-разведочном институте им. Серго Орджоникидзе, затем на факультете журналистики и экономическом факультете МГУ.
В мае 1974 года перешла на работу во Всесоюзную государственную библиотеку иностранной литературы, где проработала 17 лет, первоначально в должности младшего научного сотрудника, затем заведующего отделом теории и практики комплектования фондов.
Меня взяли в отдел комплектования младшим научным сотрудником. Это было в 1974 г. Мною руководила Э. В. Брагинская, заведующая сектором стран Латинской Америки и Португалии. Элла Владимировна — одна из самых признанных переводчиц с испанского языка, которая была лично знакома с самыми яркими фигурами латиноамериканской и испанской литературы XX века. Гарсиа Маркес, Пабло Неруда, Николас Гильен, Хуан Маринельо, другие кубинцы и чилийцы… 
Прошла стажировку в Лиссабонском университете, Германском библиотечном институте, Институте имени Гёте в Берлине, познакомилась с опытом работы зарубежных библиотек в профессиональных поездках во Францию, Австрию, Финляндию.
С 1989 по 1995 годы — председатель Московской библиотечной ассоциации. С 1994 года принимала активное участие в создании и деятельности Российской библиотечной ассоциации.
Автор статей по библиотечному делу и библиотечной политике, участник всероссийских и международных библиотечных форумов. В 1994 году была назначена на должность директора Библиотеки-читальни им. И. С. Тургенева, где приняла непосредственное участие в реконструкция комплекса из двух зданий XVII—XIX веков в Бобровом переулке, дом 6 (1995—2004). Ею была разработана концепция развития Библиотеки, в которой традиции старой Тургеневки сочетались с новейшими идеями мирового библиотечного опыта. В результате реконструкции удалось создать на базе объекта культурного наследия Москвы современную публичную библиотеку, отвечающую мировым стандартам библиотечно-информационного обслуживания населения конца XX — начала XXI веков. Опыт возрождения одной из старейших библиотек Москвы получил признание у библиотечной общественности России и у москвичей.
Под руководством Т. Е. Коробкиной библиотека развернула активную деятельность по изучению, сохранению и популяризации наследия И. С. Тургенева: был образован специализированный фонд редкой книги «Тургениана» (2,5 тыс. документов); с 1989 года стали проводиться международные научные конференции, по материалам которых опубликованы 8 печатных сборников под общим названием «Тургеневские чтения»; переведены на русский язык и изданы статьи А. Звигильского, основателя Европейского музея — Дачи И. С. Тургенева в Буживале, Франция («Иван Тургенев и Франция», 2010 г.); собраны материалы о связях Тургенева с Москвою, организована экспозиция и опубликован сборник «Тургенев и Москва» (2009 г.)
По её инициативе решением Правительства Москвы в 2007 году учреждён и в 2009 году открыт Дом-музей И. С. Тургенева (филиал Государственного музея А. С. Пушкина). Библиотекой было налажено сотрудничество с ведущими тургеневскими музейными и научно-исследовательскими центрами в Москве, Орле, Санкт-Петербурге, Франции; с тургеневскими общественными организациями в России и за рубежом. В 2016 году по инициативе Т. Е. Коробкиной и поддержке Библиотеки-читальни им. И. С. Тургенева было образовано Тургеневское общество в Москве, принявшее активное участие в праздновании 200-летия со дня рождения И. С. Тургенева (2018 г.)
Библиотека-читальня имени И. С. Тургенева стала одним из ведущих информационных и культурно-просветительных центров по работе с тургеневским наследием. Т. Е. Коробкина является активным популяризатором творчества Ивана Тургенева.
Занималась переводом художественной литературы с испанского и португальского языков.

## Награды
- Медаль Н. К. Крупской «За успехи в коммунистическом воспитании трудящихся» (1985);
- Почетный диплом «За выдающийся вклад в профессиональное библиотечное движение в России» (2005) Российской Библиотечной Ассоциации[8];
- Общественная медаль «За вклад в развитие библиотек» (2011)[9];
- Медаль «За заслуги в культуре и искусстве» Европейской Лиги Содружеств[10];
- Заслуженный работник культуры Российской Федерации (2006);
- Имеет другие награды государственных и общественных организаций.

## Переводы
- Варгас Льоса Марио. Вожаки. Язык оригинальной книги: Испанский Издатель: Азбука-классика Год печати: 2004. ISBN 5-352-00642-5
- Задиры (сборник) Коллектив авторов / М.: Молодая гвардия, 1982.
- де Ассиз Машадо Избранные произведения. Язык оригинальной книги: Португальский / М.: Художественная литература, 1989. ISBN 5-280-00678-5
- Лоза Илзе[порт.]. Рассказы. Язык оригинальной книги: Португальский / М.: Детская литература, 1985.
- Сказки и легенды Португалии. Язык оригинальной книги: Португальский / М.: Художественная литература, 1980.

## Работы по библиотечному делу
- Читальня имени И. С. Тургенева // Москва. Энциклопедический справочник. — М.: Большая Российская Энциклопедия, 1992.
- История Библиотеки-читальни имени И. С. Тургенева в документах и воспоминаниях / Сост. М. М. Борисовская, М. Я. Дворкина, Т. Е. Коробкина и Е. В. Николаева. — М.: Викмо-М, 2004. — (Из истории московских библиотек; Вып. 4).
- Книга в публичной библиотеке в эпоху электронных технологий // Ценности и смыслы, № 5 (7), 2013.
- Общественность и библиотечная политика / Т. Е. Коробкина // Библиотековедение. — 1995. — № 1. — С. 32—37.
- Сто вопросов в начале пути / Т. Е. Коробкина // Библиотекарь. — 1990. — № 5. — С. 7—9.
- Документ новой формации. Обсуждаем проект Манифеста о публичной библиотеке /Т. Е. Коробкина // Библиотека. — 2003. — № 2. — С. 30—35.
- Информатизация как необходимое условие организации информационного обслуживания пользователей. : Принципы и этапы информатизации публичной библиотеки / Т. Е. Коробкина // Информационный бюллетень РБА. — Санкт-Петербург, 2003. — № 24. — С. 165—167.
- Разработка профессиональных стандартов / Т. Е. Коробкина // Библиотека. — 2005. — № 8. — С. 8—10.
- Программа развития публичных библиотек. Московский опыт оптимизации организации библиотечного обслуживания населения (Целевая комплексная программа развития публичных библиотек города как информационных интеллект-центров) [Текст] // Справочник руководителя учреждения культуры : Ежемес. проф. журн. — 2006. — № 3. — С. 53—62.
- Не развивать, а модернизировать. Анализ возможных направлений государственной политики, гарантирующей право граждан на библиотечное обслуживание. Поиск выхода из глубочайшего кризиса, в котором оказалась система библиотечного обслуживания нашей страны [Текст] // Справочник руководителя учреждения культуры : Ежемес. проф. журн. — 2008. — № 5. — С. 6—14.
- Библиотека-читальня XXI в.: ловить ветер перемен // Современная библиотека. — 2010. — № 5. — С. 45—52.
- «Общество само должно сказать: вы нам нужны…»: от читальни к полифункциональному центру / Т. Е. Коробкина; беседовала Марина Лемешева // Библиотечное дело. — 2011. — № 11. — С. 18—24.
- Больной скорее жив, чем мёртв: о том, что ожидает публичные библиотеки в недалеком будущем // Библиотечное дело. — 2011. — № 21. — С. 16—21.
- Общедоступным библиотекам Москвы — 125 лет / Т. Е. Коробкина, Е. В. Николаева // Библиотечное дело. — 2010. — № 3. — С. 21—26.
- Не дай вам Бог…: образ книги, библиотеки и библиотекаря в современной беллетристике. // Библиотечное дело. — 2011. — № 17. — С. 29—34.
- Тургеневке 125 лет — что дальше? // Библиография. — 2010. — № 4. — С. 7—13.
- Размышления у парадного подъезда бюджетной реформы / Т. Е. Коробкина // Библиотечное дело. — 2010. — № 18. — С. 8—11.
- Status Quo библиотечного музея: о необходимости разработки нормативно-правовой базы // Библиотечное дело. — 2010. — № 21. — С. 6—9.
- Куда «дрейфует» библиотека сегодня: размышления о двух книгах // Библиотечное дело. — 2016. — № 5. — С. 4—5.
- Библиотека в общественном пространстве города // Библиотечное дело. — 2017. — № 5. — С. 2—5.
- Библиотека-читальня им. И. С. Тургенева: к юбилею писателя / Татьяна Евгеньевна Коробкина // Библиотечное дело. — 2018. — № 18. — С. 29—34.